# 藤木久志
藤木 久志（ふじき ひさし、1933年10月27日 - 2019年9月28日）は、日本の歴史学者。学位は、文学博士（東北大学）。専門は日本中世史。立教大学名誉教授。

## 人物・経歴
1933年10月27日、新潟県東蒲原郡上川村出身。敗戦後に加茂市へ転居した。1956年、新潟大学人文学部卒業。当初は英語を学ぶことを考えていたが、井上鋭夫による日本史の講義に面白みを感じたため、歴史学の専門課程に進んで師事した。1963年、東北大学大学院文学研究科博士課程修了。その後、アカデミックポストを得るまでは読売新聞社や中央公論社が刊行していた歴史全集の編集に携わった。また、集英社や角川書店ではゴーストライターも担当していた。
1966年から1968年まで群馬工業高等専門学校専任講師。1968年から1969年まで聖心女子大学文学部歴史社会学科専任講師。1969年から1972年まで同学部助教授。1972年から1975年まで立教大学文学部助教授。1975年から1999年まで同学部教授。1978年から1980年まで立教大学史学科長。1985年から1987年まで立教大学大学院文学研究科史学専攻主任。1986年、東北大学文学博士。1988年から1989年まで立教大学史学会会長。1999年から2004年まで帝京大学文学部教授。
2019年9月28日、敗血症のため神奈川県鎌倉市の病院で死去した。85歳没。
戦国時代の民衆史を専門としており、立教大学時代の教え子には、山梨県立中央高等学校教諭の平山優や、明治大学教授の清水克行などがいる。また、護憲派としても運動していた。

## 門下生
- 稲葉継陽（熊本大学文学部准教授を経て、永青文庫研究センター教授）[13]
- 清水克行（明治大学商学部教授） [14]

## 研究業績
惣無事令をはじめとする「豊臣平和令」という概念を提唱し、織豊期の新しい歴史像を打ち出したことで有名である。また、刀狩によって徹底的に民衆の武装が解除されたという従来の説に対して異を唱え、武具を所持すること自体は認めつつも戦闘における使用を禁じようとしたものであると主張した。
藤木の研究内容について、同じ団地で暮らしていたこともあり親交が深かった東京都立大学 (1949-2011)名誉教授の峰岸純夫は、「中近世の過渡期にあたる戦国時代を対象に一般の人々に焦点をあてた点が特筆される」と評価した。朝日新聞編集委員の宮代栄一は、「それまで大名研究が中心だった戦国時代史に、村落やそこに暮らす百姓の視点を持ち込んだ斬新さと、緻密な分析力は他に類を見ないものだった」と述べている。

## 著作についての評価
山室恭子は藤木の著書『豊臣平和令と戦国社会』について、藤木の惣無事令論について秀吉側の正義に信を置きすぎており、大義名分を秀吉の真意と受け取るのは政治史の解釈として無邪気に過ぎると批判し、「喧嘩停止令」の解釈についても裏付けが不足していて迫力に欠けるとする。さらに「刀狩令」の理解については「本書の中においてひと際傑出した部分」で「おそらく従来の教科書説明のすべてに書き換えを迫ることになろう」と評価しつつも、刀狩令にはそもそも法の真意など初めから盛り込まれていなかったと切り捨てている<。また、朝鮮戦役を惣無事令の論理でとらえるのは過激で大きな疑念をはらむものと批判し、秀吉の目指していた平和の中身をそもそも惣無事令の体制として見てよいのかと疑念を呈している。
以上のように山室は『豊臣平和令と戦国社会』の内容に疑問を抱きつつも、本書は「紛れもない名著」であり「ふかい感動に襲われる」と絶賛している。そして中近世「移行期の研究に巨歩を印したこの名著に、もう一度熱い拍手を贈りたい」と称賛と共に書評を締めくくっている。
一方、畑中敏之は、2005年刊行の『刀狩り : 武器を封印した民衆』について、時空をも超越した、あまりにも飛躍した発想・論理とし、無自覚な歴史の改竄と批判している。

## 著作

### 学位論文
藤木久志「豊臣平和令と戦国社会」東北大学 文学博士、 乙第4289号、1986年、NAID 500000005583、国立国会図書館書誌ID:000000169897、2022年2月1日閲覧。

### 単著
- 『戦国社会史論 : 日本中世国家の解体』東京大学出版会、1974年10月。ISBN 978-4130200400。 NCID BN00850940。
- 『織田・豊臣政権』小学館〈日本の歴史 15〉、1975年3月。ISBN 978-4096210154。 NCID BN01847169。
  - 『天下統一と朝鮮侵略 : 織田・豊臣政権の実像』講談社〈講談社学術文庫 1727〉、2005年10月。ISBN 978-4061597273。 NCID BA73725391。
- 『豊臣平和令と戦国社会』東京大学出版会、1985年5月。ISBN 978-4130200738。 NCID BN00062910。
- 『戦国の作法 : 村の紛争解決』平凡社〈平凡社選書 103〉、1987年1月。ISBN 978-4582841039。 NCID BN00793326。
  - 『戦国の作法 : 村の紛争解決』平凡社〈平凡社ライブラリー 251〉、1998年6月。ISBN 978-4582762518。 NCID BA36279344。
  - 『戦国の作法 : 村の紛争解決』講談社〈講談社学術文庫 1897〉、2008年10月。ISBN 978-4061598973。 NCID BA87398191。
- 『戦国大名の権力構造』吉川弘文館、1987年2月。ISBN 978-4642026161。 NCID BN00749346。
- 『戦国史をみる目』校倉書房、1995年2月。ISBN 978-4751724507。 NCID BN12394496。
  - 『増補 戦国史をみる目』法蔵館文庫、2024年7月。ISBN 978-4831826718。稲葉継陽解説・校訂
- 『雑兵たちの戦場 : 中世の傭兵と奴隷狩り』朝日新聞社、1995年11月。ISBN 978-4022568946。 NCID BN13484153。
  - 『雑兵たちの戦場 : 中世の傭兵と奴隷狩り』朝日新聞社〈朝日選書 777〉、2005年6月。ISBN 978-4022598776。 NCID BA72132190。
- 『村と領主の戦国世界』東京大学出版会、1997年5月。ISBN 978-4130201124。 NCID BA30546324。
- 『戦国の村を行く』朝日新聞社〈朝日選書 579〉、1997年6月。ISBN 978-4022596796。 NCID BA30987807。
  - 『戦国の村を行く』朝日新聞出版〈朝日新書〉、2021年5月。ISBN 978-4-02-295126-7。清水克行解説・校訂
- 『飢餓と戦争の戦国を行く』朝日新聞社〈朝日選書 687〉、2001年11月。ISBN 978-4022597878。 NCID BA54186449。
  - 『飢餓と戦争の戦国を行く』吉川弘文館〈読みなおす日本史〉、2018年6月。ISBN 978-4642067638。 NCID BB26136428。
- 『刀狩り : 武器を封印した民衆』岩波書店〈岩波新書 新赤版 965〉、2005年8月。ISBN 978-4004309659。 NCID BA73072174。
- 『土一揆と城の戦国を行く』朝日新聞社〈朝日選書 808〉、2006年10月。ISBN 978-4022599087。 NCID BA78628825。
- 『戦う村の民俗を行く』朝日新聞社〈朝日選書 843〉、2008年6月。ISBN 978-4022599438。 NCID BA86040239。
- 『城と隠物の戦国誌』朝日新聞社〈朝日選書 861〉、2009年12月。ISBN 978-4022599612。 NCID BB00374318。
- 『中世民衆の世界 : 村の生活と掟』岩波書店〈岩波新書 新赤版 1248〉、2010年5月。ISBN 978-4004312482。 NCID BB02026163。
- 『戦国民衆像の虚実』高志書院〈高志書院選書 12〉、2019年10月。ISBN 978-4862151988。 NCID BB29194464。

### 編著
- 『毛利氏の研究』吉川弘文館〈戦国大名論集 14〉、1984年1月。ISBN 978-4642025942。 NCID BN01351061。
- 『織田政権の研究』吉川弘文館〈戦国大名論集 17〉、1985年11月。ISBN 978-4642025973。 NCID BN00201438。
- 『日本中世気象災害史年表稿』高志書院、2007年11月。ISBN 978-4862150318。 NCID BA83558467。
- 『京郊圏の中世社会』高志書院、2011年9月。ISBN 978-4862150981。 NCID BB06934685。

### 共編著
- 藤木久志、北島万次 編『織豊政権』有精堂出版〈論集日本歴史 6〉、1974年6月。 NCID BN02288721。
- 藤木久志、荒野泰典編著 編『荘園と村を歩く』校倉書房、1997年6月。ISBN 978-4751727102。 NCID BA31224924。
- 藤木久志、伊藤正義 編『城破りの考古学』吉川弘文館、2001年9月。ISBN 978-4642077774。 NCID BA53521162。
- 藤木久志、宇田川武久 編『攻撃と防衛の軌跡』東洋書林〈人類にとって戦いとは 4〉、2002年11月。ISBN 978-4887215702。 NCID BA59574649。
- 藤木久志、蔵持重裕編著『荘園と村を歩く〈2〉』校倉書房、2004年12月。ISBN 978-4751735800。
- 藤木久志、黒田基樹 編『定本・北条氏康』高志書院、2004年11月。ISBN 978-4906641918。 NCID BA69924678。
- 藤木久志、小林一岳 編『山間荘園の地頭と村落 : 丹波国和知荘を歩く』岩田書院、2007年12月。ISBN 978-4872944891。 NCID BA84351668。
- 藤木久志、伊藤喜良 編『奥羽から中世をみる』吉川弘文館、2009年7月。ISBN 978-4642028868。 NCID BA90468659。